# Вхід Господній у Єрусалим

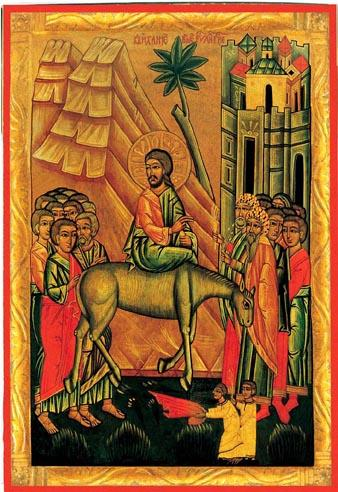
Українська ікона середини 16 століття, на якій зображено вхід Ісуса Христа у Єрусалим

Вхід Господній у Єрусалим  — велике християнське свято в останню неділю перед Великоднем.
Його виникненню послужили біблійна історія в'їзду Ісуса до Єрусалима на ослі з Віфагії. Люди встеляли Йому шлях пальмовим гіллям, тим самим вітаючи Спасителя. Донині збереглася в Єрусалимі «Пальмова вулиця» названа на честь даної події. В Україні, та в країнах де пальма не типова рослина свято має народну назву — Вербна неділя (Квітна, Цвітна, Шуткова, Баськова, Пальмова неділя, Неділя ваїй), пов'язану традицією заміни пальмових гілок на гілки верби. Це велике свято у християнському році належить до числа дванадесятих.

## Євангеліє
В'їзд Ісуса Христа в Єрусалим описаний у всіх чотирьох Євангеліях: від Матвія в 21 розділі, від Марка в 11 розділі, від Луки в 19 главі і від Іоанна в 12 главі. У Біблії описано як народ зустрічає Ісуса Христа як царя і кидає йому під ноги пальмові листки (Мт. 21:1–11, Лк. 19:28–40, Ів. 12:13–15). У середньоморському регіоні пальми вважались знаком життя і перемоги, а в Ізраїлі символом незалежності та перемог ізраїльського царя. Ослиця (осел) за Зах. 9:9 є символом скромності царя і його ненасильницької влади.
Євангеліст Матвій (Матей) так описує Вхід Господній до Єрусалима:
| Рік  | Західна    | Східна     |
| ---- | ---------- | ---------- |
| 2010 | 28 березня | 28 березня |
| 2011 | 17 квітня  | 17 квітня  |
| 2012 | 1 квітня   | 8 квітня   |
| 2013 | 24 березня | 28 квітня  |
| 2014 | 13 квітня  | 13 квітня  |
| 2015 | 29 березня | 5 квітня   |
| 2016 | 20 березня | 24 квітня  |
| 2017 | 9 квітня   | 9 квітня   |
| 2018 | 25 березня | 1 квітня   |
| 2019 | 14 квітня  | 21 квітня  |
| 2020 | 5 квітня   | 12 квітня  |
| 2021 | 28 березня | 25 квітня  |
| 2022 | 10 квітня  | 17 квітня  |

|  | А коли наблизились до Єрусалиму, прийшли вони у Витфагію, коло гори Оливної. Тоді послав Ісус двох учнів, сказавши до них: „Ідіть у село, що перед вами; відразу ж знайдете прив'язану ослицю й осля з нею; відв'яжіть і приведіть до мене. А як хтось скаже вам щось, ви відповісте, що Господь їх потребує, але він незабаром поверне їх назад.“ Сталось це, щоб збулося слово пророка, який говорив: „Скажіть дочці сіонській: Ось цар твій іде до тебе; лагідний і верхи на ослиці, – на осляті, синові під'яремної.“ Учні ж пішли і зробили так, як Ісус звелів їм: привели ослицю та ослятко, поклали на них одяг й Ісус сів на неї. Народ же, якого було багато, простеляв свою одіж по дорозі, а інші зрізували з дерев гілки і розкладали по дорозі. Люди, що йшли перед ним і ззаду, кликали: „Осанна Синові Давида! Благословен той, що йде в ім'я Господнє, осанна на висоті!“ І коли він увійшов у Єрусалим, заметушилося все місто, питаючи: „Хто це такий?“ Народ же казав: „Це пророк, Ісус із Назарету в Галилеї.“ Ісус увійшов у храм і вигнав усіх, що продавали й купували в храмі; перевернув столи міняйлів, а й ослони тих, що продавали голубів, і сказав їм: „Написано: Дім мій домом молитви буде зватись, – ви ж чините з нього печеру розбійників.“ І підійшли до нього в храмі сліпі та кульгаві, і він зцілив їх. Первосвященники ж та книжники, побачивши чуда, які він творив, і дітей, що кричали в храмі: „Осанна Синові Давида!“ – обурилися і мовили до нього: „Чуєш, що оці кажуть?“ А Ісус відповів їм: „Атож, хіба ви ніколи не читали: Устами немовлят та ссущих ти вчинив собі похвалу.“ І покинувши їх, вийшов з міста у Витанію і там заночував |

Слово «осанна» (івр. הושיע נא, hôšî'â-nā'-) перекладається з івриту як «спаси, ми молимо». Моління про допомогу («Спаси!» — дослівний переклад івритського словосполучення הושיע נא «Ошана» або «осанна»); впевненість у допомозі (порятунок!); вигук, що виражає радість про порятунок. Осанна — це хвала, але одночасно це смиренна, коліноприклонна молитва.

## Церковні обряди

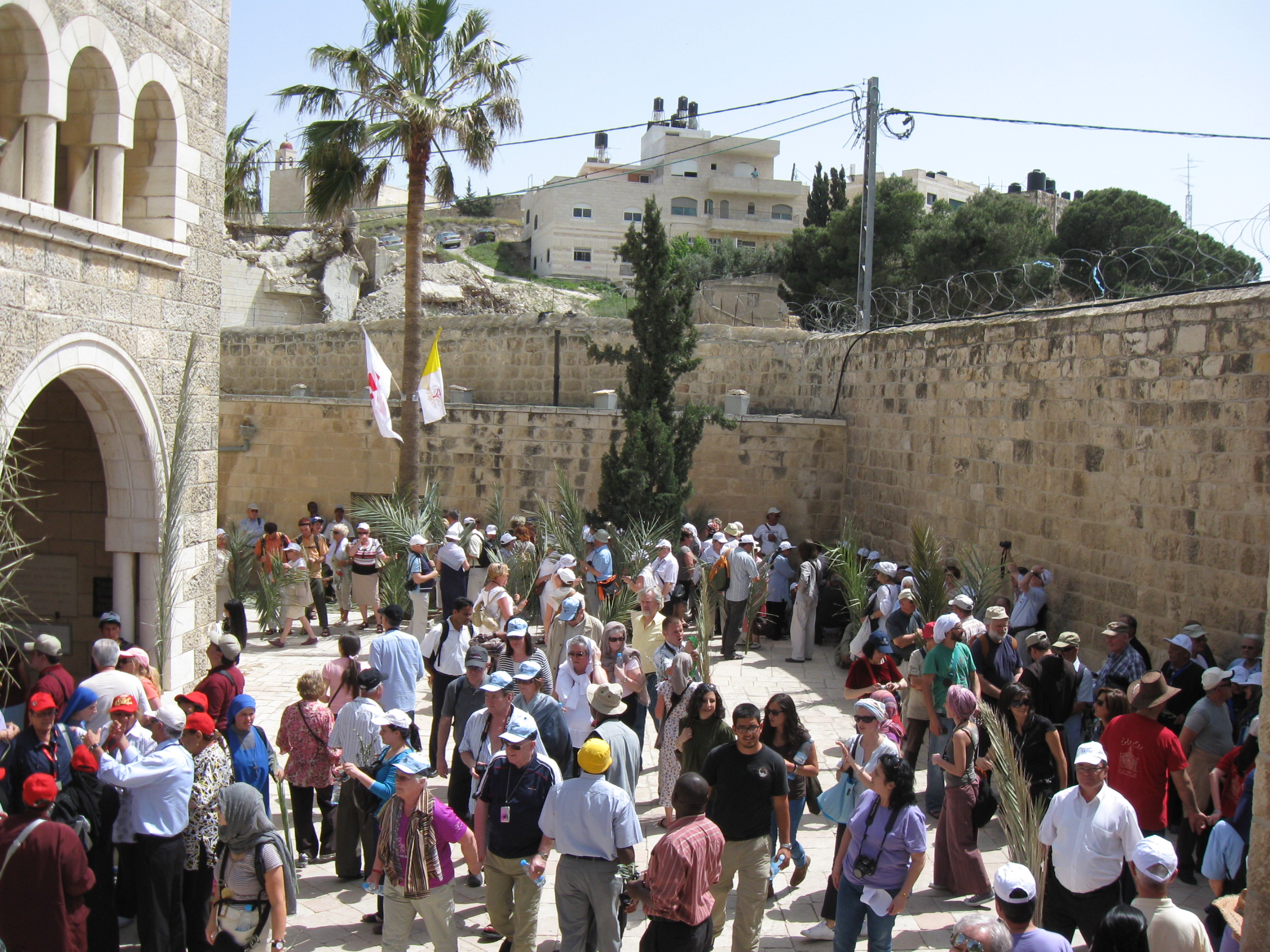
Віфагія — вихідна точка на маршруті тріумфального входу Ісуса Христа до Єрусалиму.

У цей день Церква згадує царське прославляння Ісуса Христа перед Його хресною смертю для того, щоб показати, що страждання Спасителя були добровільні.
За християнськими тлумаченнями, усі віряни, як і єрусалимський натовп, грішні у тому, що спочатку чулися захоплені вигуки: «Осанна!», а потім страшний крик до Понтія Пілата: «Розіпни його!».
Церковні служби у цей день продовжують служби Лазаревої суботи. На всеношній свята читаються пророцтва Старого Заповіту про Царя-Месію разом з євангельськими розповідями про вхід Христа до Єрусалима. На утрені благословляють (святять) гілки, що їх віряни тримають у руках під час усієї служби. Це свідчить, що вони зустрічають Господа, який невидимо гряде, і вітають Його як Переможця пекла і смерті, тримаючи в руках «знамення перемоги» — верби з запаленими свічками.

У Єрусалимі у цей день проходить особлива процесія. Тисячі християн йдуть у процесії францисканців, що прикрашена пальмовими гілками та проходять від Оливної гори через Левові ворота Єрусалима у Старе місто. Після цього паломники у церкві святої Анни традиційно отримують благословення.

## Звичаї
Під церкву заздалегідь навозять багато вербового гілля. Зранку на Богослужіння сходяться всі — старі й малі, — бо «гріх не піти до церкви, як святять вербу». Коли закінчується відправа і священик окропить гілля свяченою водою, то діти — одне поперед одного — стараються якнайшвидше дістати вербу і тут же проковтнути її по кілька «котиків» — «щоб горло не боліло». Звичай святити вербу дуже старий, бо вже в «Ізборнику» (1073 рік) згадується «Праздьникъ вѣрбъны». Згадує про вербу і Данило Паломник (1095–1108), що відвідав Єрусалим і там бачив «древіе много по брегу Іорданову превысоко, яко вербіе єсть й подобно». То були пальми, що нагадали нашому землякові рідне чернігівське «вербіє».
…Був колись в Україні звичай носити свячену вербу з церкви до церкви… Так, у Харкові у Вербну неділю учні разом з вихователями та вчителями урочисто несли свячену вербу від міської парафіяльної церкви Святого Дмитра до «колеґіюму». А в слободі Котельва, Охтирського повіту, народ, на чолі з духовенством, щорічно носив вербу від Троїцької церкви до Преображенської. Колись господарі, повертаючися з церкви з свяченою вербою, до хати не заходили, а відразу ж садили на городі по кілька гілок або — якщо було близько — то в полі, «щоб росла Богові на славу, а нам, людям, на вжиток»; а решту, що залишилася, несли до хати і ставили на покуті під святими образами. Якщо, ввійшовши до хати, заставали когось, що проспав заутреню, то били такого свяченою вербою, примовляючи:
|  | Не я б'ю — верба б'є, За тиждень Великдень, Недалечке червоне яєчко! |

Молоді хлопці та дівчата билися свяченою вербою ще й коло церкви, та й дорогою, як додому йшли; а б'ючись, примовляли:
|  | Будь великий, як верба, А здоровий, як вода, А багатий, як земля! |

В деяких регіонах Галичини примовляли так:
|  | Шутка б'є — не я б'ю, Віднині за тиждень Буде Великдень! |

або
|  | Лоза б'є — не заб'є Віднині за тиждень Буде Великдень! |